# Liga dos Campeões da CAF de 2013 – Fases de Qualificação
A Fase de Qualificação da Liga dos Campeões da CAF de 2013 decidiu as equipes que avançaram para a fase de grupos. O sorteio para esta fase ocorreu dia 9 de dezembro de 2012.

## Fase Preliminar
| 17 de fevereiro | Zamalek                                                            | 7 – 0     | Gazelle | Estádio Borg El Arab, Alexandria |
| 18:00 (UTC+2)   | Gaafar 15', 45+3' · Ibrahim 28', 83' · Cissé 76', 88' · Hassan 81' | Relatório |         | Árbitro: TUN Med Said Kordi      |

| 3 de março    | Gazelle | 0 – 0     | Zamalek | Stade Omnisports Idriss Mahamat Ouya, N'Djamena |
| 15:00 (UTC+1) |         | Relatório |         | Árbitro: GAB Roponat Mbourou                    |

Zamalek venceu por 7–0 no agregado e avançou a primeira fase.
| 17 de fevereiro | AS Vita Club                          | 3 – 0     | Dynamic Togolai | Stade des Martyrs, Kinshasa |
| 15:30 (UTC+1)   | Etekiama 6', 21' (pen.) · Luvumbu 74' | Relatório |                 | Árbitro: CMR Henry Mouandjo |

| 3 de março    | Dynamic Togolai | 1 – 2     | AS Vita Club             | Stade de Kégué, Lomé          |
| 14:30 (UTC+0) | Towodjo 56'     | Relatório | Mpeko 63' · Etekiama 79' | Árbitro: NIG Abdoul-Aziz Hama |

AS Vita Club venceu por 5–1 no agregado e avançou a primeira fase.
| 15 de fevereiro | Jamhuri | 0 – 3     | Saint George                            | Estádio Gombani, Chake Chake     |
| 16:30 (UTC+3)   |         | Relatório | Oukri 5' · Gebre-Mariam 54' · Abomi 79' | Árbitro: RWA Abdul Twagirumukiza |

| 3 de março    | Saint George                                                        | 5 – 0     | Jamhuri | Estádio Adis Abeba, Adis Abeba |
| 16:00 (UTC+3) | Al. Girma 38' · Abomi 47' · Butako 54' · Bekele 79' · Ad. Girma 86' | Relatório |         | Árbitro: EGY Mahmoud Ashour    |

Saint George venceu por 8–0 no agregado e avançou a primeira fase.
| 15 de fevereiro | CA Bizertin | 1 – 1     | Al-Ittihad     | Stade 15 Octobre, Bizerta   |
| 16:00 (UTC+1)   | Harrane 49' | Relatório | Al Shibani 61' | Árbitro: MAR Rédouane Jiyed |

| 3 de março    | Al-Ittihad | 0 – 1     | CA Bizertin | Estádio Príncipe Moulay Abdellah, Rabat (Marrocos)1 |
| 16:00 (UTC+0) |            | Relatório | Troudi 24'  | Árbitro: ALG Mokhtar Amalou                         |

CA Bizertin venceu por 2–1 no agregado e avançou a primeira fase.
| 17 de fevereiro | Dynamos                                  | 3 – 0     | Lesotho Correctional Service | Rufaro Stadium, Harare      |
| 15:00 (UTC+2)   | Muparati 22' · Ziruntusa 61' · Jaure 73' | Relatório |                              | Árbitro: NAM Andreas Helmut |

| 1–3 de março  | Lesotho Correctional Service | 1 – 0     | Dynamos | Estádio Setsoto, Maseru       |
| 15:00 (UTC+2) | Rankara 79'                  | Relatório |         | Árbitro: ZAM Kaoma Wellington |

Dynamos venceu por 3–1 no agregado e avançou a primeira fase.
| 16 de fevereiro | St Michel United | 1 – 4     | Tusker                                         | Stade Linité, Victoria           |
| 16:30 (UTC+4)   | Del'Or 27'       | Relatório | Ochieng 30', 85' · Olunga 72' · Sekayombya 83' | Árbitro: COM Ali Mohamed Adelaïd |

| 2 de março    | Tusker                                     | 3 – 0     | St Michel United | Moi International Sports Centre, Nairóbi |
| 16:00 (UTC+3) | Opiyo 65' · Sekayombya 70' · Shikokoti 79' | Relatório |                  | Árbitro: BDI Eric Gasinzigwa             |

Tusker venceu por 7–1 no agregado e avançou a primeira fase.
| 16 de fevereiro | Zanaco                            | 3 – 2     | Mbabane Swallow             | Estádio Nkoloma, Lusaka    |
| 15:00 (UTC+2)   | Kabuki 4' · Kabwe 33' · Banda 54' | Relatório | Ndzinisa 48' · Tsabedze 72' | Árbitro: MWI Ramsy Raphael |

| 3 de março    | Mbabane Swallow | 0 – 0     | Zanaco | Estádio Nacional Somhlolo, Lobamba     |
| 15:00 (UTC+2) |                 | Relatório |        | Árbitro: BOT Lekgotla Leonard Johannes |

Zanaco venceu por 3–2 no agregado e avançou a primeira fase.
| 16 de fevereiro | Orlando Pirates                         | 5 – 0     | Djabal Club | Estádio Orlando, Soweto           |
| 20:15 (UTC+2)   | Myeni 26' · Chinyama 33', 52', 66', 71' | Relatório |             | Árbitro: MAD Abdoul Ohabee Kanoso |

| 2 de março    | Djabal Club | 0 – 4     | Orlando Pirates                                     | Stade Said Mohamed Cheikh, Mitsamiouli |
| 15:00 (UTC+3) |             | Relatório | Mbuyane 6' · Mabena 8' · Chinyama 54' · Okonkwo 90' | Árbitro: MAU Ganesh Chutooree          |

Orlando Pirates venceu por 9–0 no agregado e avançou a primeira fase.
| 17 de fevereiro | Maxaquene | 0 – 1     | Mochudi Centre Chiefs | Estádio do Maxaquene, Maputo   |
| 16:00 (UTC+2)   |           | Relatório | Ramatlhakwane 90+4'   | Árbitro: SEY Nelson Emile Fred |

| 2 de março    | Mochudi Centre Chiefs | 1 – 0     | Maxaquene | Estádio da Universidade de Botsuana, Gaborone |
| 16:00 (UTC+2) | Motlhabankwe 81'      | Relatório |           | Árbitro: LES Osiase Koto                      |

Mochudi Centre Chiefs venceu por 2–0 no agregado e avançou a primeria fase.
| 15 de fevereiro | APR          | 1 – 2     | Vital'O                    | Stade Amahoro, Kigali     |
| 15:30 (UTC+2)   | Sekamana 75' | Relatório | Nkurikiye 27' · Tambwe 64' | Árbitro: UGA Dennis Batte |

| 3 de março    | Vital'O | 0 – 1     | APR          | Estádio Príncipe Louis Rwagasore, Bujumbura |
| 15:00 (UTC+2) |         | Relatório | Mubumbyi 75' | Árbitro: SUD Mohamed Hussein El-Fadil       |

2–2 no agregado. Vital'O avança a primeira fase pela Regra do gol fora de casa.
| 17 de fevereiro | Enugu Rangers | w/o | Sporting Clube do Príncipe | Estádio Nnamdi Azikiwe, Enugu |
| 14:00 (UTC+1)   |               |     |                            | Árbitro: TOG Kokou Djaoupe    |

Enugu Rangers avançou a primeira fase após desistência do Sporting Clube do Príncipe.
| 17 de fevereiro | Simba | 0 – 1     | Recreativo do Libolo | Estádio Nacional Benjamin Mkapa, Dar es Salaam |
| 16:30 (UTC+3)   |       | Relatório | Martins 24'          | Árbitro: RSA Daniel Volgraaf                   |

| 3 de março    | Recreativo do Libolo                 | 4 – 0     | Simba | Estádio Municipal de Calulo, Calulo |
| 15:00 (UTC+1) | Vado 9', 87' · Rasca 79' · Rúben 81' | Relatório |       | Árbitro: SWZ Simanga Nhleko         |

Recreativo do Libolo venceu por 5–0 no agregado e avançou a primeira fase.
| 15 de fevereiro | JSM Béjaïa                             | 3 – 0     | Olympic FC | Stade de l'Unité Maghrébine, Bugia |
| 17:00 (UTC+1)   | Megateli 8' · Mebarki 48' · Derrag 78' | Relatório |            | Árbitro: GUI Yakhouba Keita        |

| 1 de março    | Olympic FC | 0 – 0     | JSM Béjaïa | Stade Général Seyni Kountché, Niamey |
| 15:00 (UTC+1) |            | Relatório |            | Árbitro: SEN Maguette N'Diaye        |

JSM Béjaïa venceu por 3–0 no agregado e avançou a primeira fase.
| 17 de fevereiro | Asante Koparako                                                                        | 7 – 0     | CD Elá Nguema | Estádio Baba Yara, Kumasi  |
| 15:00 (UTC+0)   | Boakye 11' · Aziz 28' · Anaba 36' · Helebege 41' · Mpong 68' · Bancey 79' · Ochaya 86' | Relatório |               | Árbitro: CIV Denis Dembelé |

| 3 de março    | CD Elá Nguema | 0 – 1     | Asante Koparako | Nuevo Estadio de Malabo, Malabo          |
| 18:00 (UTC+1) |               | Relatório | Aziz 64'        | Árbitro: ANG Antonio Muachihuissa Caxala |

Asante Koparako venceu por 8–0 no agregado e avançou a primeira fase.
| 16 de fevereiro | Primeiro de Agosto                                  | 4 – 2     | AS Adema                    | Estádio Nacional 11 de Novembro, Luanda |
| 17:00 (UTC+1)   | Alfred 7' · David 32' · Mingo Bile 33' · Musasa 80' | Relatório | Njilamana 66' · Niasexe 79' | Árbitro: ZIM Norman Matemera            |

| 3 de março    | AS Adema           | 1 – 0     | Primeiro de Agosto | Estádio Municipal Mahamasina, Antananarivo |
| 14:30 (UTC+3) | Randriamanjaka 87' | Relatório |                    | Árbitro: MOZ Samuel Chirindza              |

Primeiro de Agosto venceu por 4–3 no agregado e avançou a primeira fase.
| 15 de fevereiro | FUS Rabat          | 1 – 0     | Real de Banjul | Estádio Príncipe Moulay Abdellah, Rabat |
| 19:00 (UTC+0)   | Batna 90+4' (pen.) | Relatório |                | Árbitro: GHA Selorm Agbovi              |

| 2 de março    | Real de Banjul  | 2 – 1     | FUS Rabat       | Estádio Indenpêndencia, Bakau |
| 15:00 (UTC+0) | Savage 60', 81' | Relatório | Ndame Ndame 65' | Árbitro: MRT Mohamed Hamada   |

2–2 no agregado. FUS Rabat avança a primeira fase pela Regra do gol fora de casa.
| 17 de fevereiro | Union Douala             | 2 – 1     | LISCR      | Stade de la Réunification, Duala |
| 16:00 (UTC+1)   | Manga 60' · Kongnyuy 72' | Relatório | Jarteh 52' | Árbitro: CGO Tsiba Kamba         |

| 3 de março    | LISCR | 0 – 1     | Union Douala | Estádio Antoinette Tubman, Monróvia |
| 15:00 (UTC+0) |       | Relatório | Nga 86'      | Árbitro: SEN Ousmane Fall           |

Union Douala venceu por 3–1 no agregado e avançou a primeira fase.
| 17 de fevereiro | Horoya AC | 0 – 0     | Séwé Sports | Stade du 28 Septembre, Conacri |
| 16:30 (UTC+0)   |           | Relatório |             | Árbitro: GAM Bakary Camara     |

| 2 de março    | Séwé Sports                          | 3 – 0     | Horoya AC | Stade Robert Champroux, Abidjan |
| 15:30 (UTC+0) | Pacôme 23' · Idrissa 58' · Kakou 78' | Relatório |           | Árbitro: SLE Abdul Karim Kabia  |

Séwé Sports venceu por 3–0 no agregado e avançou a primeira fase.
| 17 de fevereiro | AFAD Djékanou                 | 5 – 1     | Diamond Stars | Stade Robert Champroux, Abidjan |
| 15:30 (UTC+0)   | Nanga 24', 45', 45', 84', 88' | Relatório | Badar 72'     | Árbitro: NGR Henry Ogunyamodi   |

| 2 de março    | Diamond Stars | 1 – 1     | AFAD Djékanou    | Estádio Nacional, Freetown |
| 16:00 (UTC+0) | Sesay 6'      | Relatório | Zahui 54' (pen.) | Árbitro: LBR Jerry Yekeh   |

AFAD Djékanou venceu por 6–2 no agregado e avançou a primeira fase.
| 17 de fevereiro | Coton Sport | 0 – 0     | URA | Estádio Roumdé Adjia, Garoua |
| 15:30 (UTC+1)   |             | Relatório |     | Árbitro: COD Achile Madila   |

| 2 de março    | URA | 0 – 0     | Coton Sport | Estádio Nacional, Kampala  |
| 16:00 (UTC+3) |     | Relatório |             | Árbitro: TAN Charles Mbaga |

|  |       | Penalidades |
|  | 3 – 4 |             |

0–0 no agregado. Coton Sport venceu a Disputa por pênaltis e avançou a primeira fase.
| 16 de fevereiro | Moghreb Tétouan   | 1 – 0     | Casa Sport | Saniat Rmel, Tetuão         |
| 18:00 (UTC+0)   | Diallo 20' (g.c.) | Relatório |            | Árbitro: EGY Mohamed Farouk |

| 3 de março    | Casa Sport      | 1 – 0     | Moghreb Tétouan | Stade Demba Diop, Dakar       |
| 17:00 (UTC+0) | Ben Badji 90+4' | Relatório |                 | Árbitro: BUR Juste Ephrem Zio |

|  |       | Penalidades |
|  | 3 – 1 |             |

1–1 no agregado. Casa Sport venceu a Disputa por pênaltis e avançou a primeira fase.
| 16 de fevereiro | Kano Pillars                                            | 5 – 1     | Olympic Real de Bangui | Estádio Sani Abacha, Kano   |
| 15:00 (UTC+1)   | Bello Musa 15' · Aliyu 38' · Nafiu 60', 89' · Aminu 66' | Relatório | Yabou 44'              | Árbitro: MLI Ousmane Sidibé |

| 3 de março    | Olympic Real de Bangui | 0 – 0     | Kano Pillars | Estádio Barthelemy Boganda, Bangui |
| 16:00 (UTC+1) |                        | Relatório |              | Árbitro: EQG Diosdado Nzibi Nze    |

Kano Pillars venceu por 5–1 no agregado e avançou a primeira fase.
| 17 de fevereiro | AC Léopards               | 2 – 0     | CF Mounana | Stade Denis Sassou Nguesso, Dolisie |
| 14:00 (UTC+1)   | Gouelou 4' · Lakolo 90+3' | Relatório |            | Árbitro: KEN Thomas Onyango         |

| 3 de março    | CF Mounana  | 1 – 0     | AC Léopards | Stade Augustin Monédan de Sibang, Libreville |
| 16:00 (UTC+1) | Sokambi 50' | Relatório |             | Árbitro: BEN Moumouni Kiagou                 |

AC Léopards venceu por 2–1 no agregado e avançou a primeira fase.
| 17 de fevereiro | ASPAC               | 1 – 1     | ASFA Yennenga      | Stade de l'Amitié, Cotonou   |
| 16:00 (UTC+1)   | Bouraïma 62' (pen.) | Relatório | Tiendrébéogo 90+3' | Árbitro: LBR Emmanuel Neewon |

| 3 de março    | ASFA Yennenga | 1 – 1     | ASPAC       | Stade du 4-Août, Ouagadougou         |
| 15:30 (UTC+0) | Ouattara 25'  | Relatório | Johnson 83' | Árbitro: NGR Benjamin Ekabatiem Odey |

|  |       | Penalidades |
|  | 5 – 4 |             |

2–2 no agregado. ASFA Yennenga venceu a Disputa por pênaltis e avançou a primeira fase.
Notas
- Nota 1: Al-Ittihad disputou sua partida em casa no Marrocos devido a problemas com a segurança na Líbia.

## Primeira Fase
| 15 de março   | Zamalek    | 1 – 0     | AS Vita Club | Estádio Borg El Arab, Alexandria |
| 18:00 (UTC+2) | Gaafar 67' | Relatório |              | Árbitro: RWA Gervais Munyanziza  |

| 6 de abril | AS Vita Club | 0 – 0     | Zamalek | Stade des Martyrs, Kinshasa |
| 15:30      |              | Relatório |         | Árbitro: BOT Joshua Bondo   |

Zamalek venceu por 1–0 no agregado e avançou para a segunda fase.
| 17 de março   | Saint George                 | 2 – 0     | Djoliba | Estádio Adis Abeba, Adis Abeba |
| 16:00 (UTC+3) | Birhanu 7' · Gebremariam 75' | Relatório |         | Árbitro: UGA Ali Kalyango      |

| 7 de abril    | Djoliba | 1 – 1     | Saint George | Stade omnisports Modibo Keïta, Bamako |
| 16:30 (UTC+0) |         | Relatório |              | Árbitro: GHA William Agbovi           |

Saint George venceu por 3–1 no agregado e avançou a segunda fase.
| 17 de março   | CA Bizertin                                  | 3 – 0     | Dynamos | Stade 15 Octobre, Bizerta     |
| 15:00 (UTC+1) | Machani 50' · Harran 58' (pen.) · Jaziri 71' | Relatório |         | Árbitro: SUD Hussein Al Fadil |

| 7 de abril    | Dynamos    | 1 – 0     | CA Bizertin | Estádio Rufaro, Harare    |
| 15:00 (UTC+2) | Sekete 90' | Relatório |             | Árbitro: RSA Victor Gomes |

CA Bizertin venceu por 3–1 no agregado e avançou a segunda fase.
| 16 de março   | Tusker   | 1 – 2     | Al-Ahly         | Estádio Nacional Nyayo, Nairóbi |
| 16:00 (UTC+3) | Were 59' | Relatório | Moteab 48', 57' | Árbitro: SWZ Simanga Nhleko     |

| 7 de abril    | Al-Ahly                  | 2 – 0     | Tusker | Estádio Borg El Arab, Alexandria |
| 19:00 (UTC+2) | El-Zaher 5' · Moteab 38' | Relatório |        | Árbitro: GAB Eric Otogo-Castane  |

Al-Ahly venceu por 4–1 no agregado e avançou a segunda fase.
| 16 de março   | Zanaco | 0 – 1     | Orlando Pirates | Estádio Nkoloma, Lusaka         |
| 15:00 (UTC+2) |        | Relatório | Mabena 6'       | Árbitro: ANG Martin de Carvalho |

| 6 de abril    | Orlando Pirates         | 2 – 1     | Zanaco    | Soccer City, Joanesburgo      |
| 20:15 (UTC+2) | Masuku 19' · Makola 77' | Relatório | Mwape 49' | Árbitro: MOZ Samuel Chirindza |

Orlando Pirates venceu por 3–1 no agregado e avançou a segunda fase.
| 16 de março   | Mochudi Centre Chiefs | 0 – 1     | TP Mazembe | Estádio da Universidade de Botsuana, Gaborone |
| 16:00 (UTC+2) |                       | Relatório | Samata 80' | Árbitro: BDI Eric Gasinzigua                  |

| 7 de abril    | TP Mazembe                                            | 6 – 0     | Mochudi Centre Chiefs | Stade TP Mazembe, Lubumbashi  |
| 15:30 (UTC+2) | Kalaba 6', 35' · Mputu 15' (pen), 80' · Nkulukuta 90' | Relatório |                       | Árbitro: NGR Henry Ogunyamodi |

TP Mazembe venceu por 7–0 no agregado e avançou a segunda fase.
| 17 de março   | Vital'O FC | 0 – 0     | Enugu Rangers | Estádio Príncipe Louis Rwagasore, Bujumbura |
| 15:30 (UTC+2) |            | Relatório |               | Árbitro: LES Osiane Koto                    |

| 7 de abril    | Enugu Rangers              | 2 – 0     | Vital'O FC | Estádio Nnamdi Azikiwe, Enugu |
| 15:00 (UTC+1) | Uche 2' (pen) · Yarehe 16' | Relatório |            | Árbitro: ALG Djamel Haimoudi  |

Enugu Rangers venceu por 2–0 no agregado e avançou a segunda fase.
| 17 de março   | Recreativo do Libolo     | 2 – 1     | Al-Merreikh | Campo do Clube Recreativo da Caala, Caála |
| 15:00 (UTC+1) | Cardoso 54' · Camara 76' | Relatório | Agab 45'    | Árbitro: MAD Hamada Nampiandraza          |

| 6 de abril    | Al-Merreikh | 1 – 2     | Recreativo do Libolo     | Estádio Al-Merreikh, Ondurmã |
| 20:00 (UTC+3) |             | Relatório | Rasca 69' · Sidnei 90+2' | Árbitro: MLI Koman Coulibaly |

Recreativo do Libolo venceu por 4–2 no agregado e avançou a segunda fase.
| 15 de março   | JSM Béjaïa | 0 – 0     | Asante Kotoko | Stade de l'Unité Maghrébine, Bugia |
| 19:00 (UTC+1) |            | Relatório |               | Árbitro: SEN Ousmane Fall          |

| 7 de abril    | Asante Kotoko | 1 – 1     | JSM Béjaïa | Estádio Baba Yara, Kumasi   |
| 14:00 (UTC+0) | Akuffu 45'    | Relatório | Derrag 72' | Árbitro: GAM Gassama Bakary |

1–1 no agregado. JSM Béjaïa avançou segunda fase pela Regra do gol fora de casa.
| 17 de março   | Primeiro de Agosto | 0 – 1     | Espérance ST | Estádio Municipal dos Coqueiros, Luanda |
| 17:00 (UTC+1) |                    | Relatório | Msakni 44'   | Árbitro: MAU Rajindrapasrsad Seechurn   |

| 6 de abril    | Espérance ST      | 1 – 0     | Primeiro de Agosto | Stade Olympique de Radès, Radès |
| 15:00 (UTC+1) | Chemmam 88' (pen) | Relatório |                    | Árbitro: LBY Walid Tamuni       |

Espérance ST venceu por 2–0 no agregado e avançou a segunda fase.
| 15 de março   | FUS de Rabat                            | 3 – 0     | Union Douala | Estádio Príncipe Moulay Abdellah, Rabat |
| 16:00 (UTC+0) | El Bahri 8' · Saadane 50' · Fouzair 69' | Relatório |              | Árbitro: TUN Mohamed Kordi              |

| 7 de abril    | Union Douala | 1 – 0     | FUS de Rabat | Stade de la Réunification, Duala |
| 14:30 (UTC+1) | Moundi 44'   | Relatório |              | Árbitro: ERI Mensur Maeruf       |

FUS de Rabat venceu por 3–1 no agregado e avançou a segunda fase.
| 16 de março   | Séwé Sports                                  | 4 – 1     | Al-Hilal   | Stade Robert Champroux, Abidjan |
| 15:30 (UTC+0) | Assalé 16' · Mandela 51', 81' · Zougoula 59' | Relatório | Traoré 75' | Árbitro: EGY Gehad Grisha       |

| 5 de abril    | Al-Hilal                               | 3 – 1     | Séwé Sports | Estádio Al-Hilal, Ondurmã     |
| 20:00 (UTC+3) | El Tahir 30' · Bashir 48' · Traoré 80' | Relatório | Kakou 90+4' | Árbitro: ZAM Wellington Kamoa |

Séwé Sports venceu por 5–4 no agregado e avançou a segunda fase.
| 17 de março   | AFAD Djékanou | 0 – 1     | Coton Sport | Stade Robert Champroux, Abidjan |
| 15:30 (UTC+0) |               | Relatório | Kada 65'    | Árbitro: MAR Bouchaib El Ahrach |

| 7 de abril    | Coton Sport                 | 2 – 1     | AFAD Djékanou | Estádio Roumdé Adjia, Garoua |
| 15:30 (UTC+1) | Yougouda 10' · Eloundou 84' | Relatório | Soro 30'      | Árbitro: MWI Anthony Raphael |

Coton Sport venceu por 3–1 no agregado e avançou a segunda fase.
| 17 de março   | Casa Sport  | 1 – 2     | Stade Malien                          | Stade Demba Diop, Dakar    |
| 17:00 (UTC+0) | Dramé 45+1' | Relatório | Ma. Coulibaly 25' · Mo. Coulibaly 29' | Árbitro: KEN Davies Omweno |

| 6 de abril    | Stade Malien            | 2 – 0     | Casa Sport | Stade Modibo Kéïta, Bamako |
| 17:00 (UTC+0) | Koïta 31' · Cissoko 65' | Relatório |            | Árbitro: CMR Neant Alioum  |

Stade Malien venceu por 4–1 no agregado e avançou a segunda fase.
| 16 de março   | Kano Pillars                               | 4 – 1     | AC Léopards | Estádio Sani Abacha, Kano   |
| 16:00 (UTC+1) | Musa 9' · Zango 45' · Ubale 52' · Umar 90' | Relatório | Bine 71'    | Árbitro: MAR Redouane Jiyed |

| 6 de abril    | AC Léopards                       | 3 – 0     | Kano Pillars | Stade Denis Sassou Nguesso, Dolisie |
| 14:00 (UTC+1) | Drame 30', 90' · Kalema 56' (pen) | Relatório |              | Árbitro: CIV Noumandiez Doué        |

4–4 no agregado. AC Léopards avançou a segunda fase pela Regra do gol fora de casa.
| 16 de março   | ASFA Yennenga            | 2 – 1     | ES Sétif  | Stade du 4 Août, Ouagadougou |
| 16:00 (UTC+0) | Bassirou 71' · Sango 81' | Relatório | Aoudia 3' | Árbitro: GUI Yakhouba Keita  |

| 5 de abril    | ES Sétif                                   | 4 – 2     | ASFA Yennenga            | Stade 8 Mai 1945, Setif     |
| 18:00 (UTC+1) | Aoudia 25' · Madouni 40', 60' · Gourmi 51' | Relatório | Kaboré 89' · Yaméogo 90' | Árbitro: MRT Ali Lemghaifry |

ES Sétif venceu por 5–4 no agregado e avançou a segunda fase.

## Segunda Fase
Os vencedores desta fase avançam a fase de grupos. Enquanto os perdedores avançam a fase de playoff da Copa das Confederações da CAF.
| 20 de abril   | Zamalek   | 1 – 1     | Saint George | Estádio 30 de Junho, Cairo           |
| 19:00 (UTC+2) | Cissé 83' | Relatório | Ukuri 67'    | Árbitro: MAU Rajindraparsad Seechurn |

| 5 de maio     | Saint George             | 2 – 2     | Zamalek       | Estádio Adis Abeba, Adis Abeba |
| 16:00 (UTC+3) | Bekele 14' · Essadjo 43' | Relatório | Cissé 2', 87' | Árbitro: ZAM Janny Sikazwe     |

3–3 no agregado. Zamalek avançou a fase de grupos. Saint George avançou a fase de playoff da Copa das Confederações da CAF.
| 21 de abril   | CA Bizertin | 0 – 0     | Al-Ahly | Stade 15 Octobre, Bizerta   |
| 15:00 (UTC+1) |             | Relatório |         | Árbitro: ETH Tessema Weyesa |

| 5 de maio     | Al-Ahly                        | 2 – 1     | CA Bizertin       | Estádio 30 de Junho, Cairo      |
| 19:00 (UTC+2) | Barakat 47' (pen) · Moteab 63' | Relatório | Hadhria 65' (pen) | Árbitro: MAR Bouchaib El Ahrach |

Al-Ahly venceu por 2–1 no agregado e avançou a fase de grupos. CA Bizertin avançou a fase de playoff da Copa das Confederações da CAF.
| 20 de abril   | Orlando Pirates                       | 3 – 1     | TP Mazembe  | Estádio Orlando, Joanesburgo |
| 20:15 (UTC+2) | Okonkwo 2' · Mbesuma 57', 90+2' (pen) | Relatório | Kabangu 45' | Árbitro: SEN Badara Diatta   |

| 5 de maio     | TP Mazembe   | 1 – 0     | Orlando Pirates | Stade TP Mazembe, Lubumbashi |
| 19:00 (UTC+2) | Kasusula 72' | Relatório |                 | Árbitro: SEY Bernard Camille |

Orlando Pirates venceu por 3–2 no agregado e avançou a fase de grupos. TP Mazembe avançou a fase de playoff da Copa das Confederações da CAF.
| 21 de abril   | Enugu Rangers | 0 – 0     | Recreativo do Libolo | Estádio Nnamdi Azikiwe, Enugu |
| 16:00 (UTC+1) |               | Relatório |                      | Árbitro: EGY Gehad Grisha     |

| 4 de maio     | Recreativo do Libolo        | 3 – 1     | Enugu Rangers | Estádio Municipal de Calulo, Calulo |
| 15:00 (UTC+1) | Camara 16' · Dário 32', 74' | Relatório | Mba 56'       | Árbitro: GAB Eric Otogo-Castane     |

Recreativo do Libolo venceu por 3–1 no agregado e avançou a fase de grupos. Enugu Rangers avançou a fase de playoff da Copa das Confederações da CAF.
| 20 de abril   | JSM Béjaïa | 0 – 0     | Espérance ST | Stade de l'Unité Maghrébine, Bugia |
| 18:00 (UTC+1) |            | Relatório |              | Árbitro: MLI Koman Coulibaly       |

| 4 de maio     | Espérance ST      | 1 – 0     | JSM Béjaïa | Stade Olympique de Radès, Radès |
| 16:00 (UTC+1) | Chemmam 77' (pen) | Relatório |            | Árbitro: GUI Yakhouba Keita     |

Espérance ST venceu por 1–0 no agregado e avançou a fase de grupos. JSM Béjaïa avançou a fase de playoff da Copa das Confederações da CAF.
| 21 de abril   | FUS Rabat    | 1 – 1     | Séwé Sport   | Estádio Príncipe Moulay Abdellah, Rabat |
| 19:00 (UTC+0) | El Bahri 69' | Relatório | Zougoula 80' | Árbitro: ANG Martin de Carvalho         |

| 4 de maio     | Séwé Sport | 0 – 0     | FUS Rabat | Stade Robert Champroux, Abidjan |
| 15:30 (UTC+0) |            | Relatório |           | Árbitro: GAM Gassama Bakary     |

1–1 no agregado. Séwé Sport avançou a fase de grupos pela Regra do gol fora de casa. FUS Rabat avançou a fase de playoff da Copa das Confederações da CAF.
| 21 de abril   | Coton Sport                  | 3 – 0     | Stade Malien | Estádio Roumdé Adjia, Garoua |
| 15:30 (UTC+1) | Yougouda 15', 23' · Bang 88' | Relatório |              | Árbitro: RSA Daniel Bennett  |

| 4 de maio     | Stade Malien | 0 – 0     | Coton Sport | Stade Modibo Kéïta, Bamako   |
| 18:00 (UTC+0) |              | Relatório |             | Árbitro: CIV Noumandiez Doué |

Coton Sport venceu por 3–0 no agregado e avançou a fase de grupos. Stade Malien avançou a fase de playoff da Copa das Confederações da CAF.
| 21 de abril   | AC Léopards                                   | 3 – 1     | ES Sétif   | Stade Denis Sassou Nguesso, Dolisie |
| 15:30 (UTC+1) | Bebey-Ndey 36' · Drame 45' · Kalema 90' (pen) | Relatório | Aoudia 68' | Árbitro: CHA Adam Cordier           |

| 3 de maio     | ES Sétif                         | 3 – 1     | AC Léopards    | Stade 8 Mai 1945, Setif     |
| 18:00 (UTC+1) | Djahnit 21' · Delhoum 39', 90+2' | Relatório | Bebey-Ndey 14' | Árbitro: GHA William Agbovi |

|  |       | Penalidades |
|  | 4 – 5 |             |

4–4 no agregado. AC Léopards avançou a fase de grupos após vencer a Disputa por pênaltis. ES Sétif avançou a fase de playoff da Copa das Confederações da CAF.